# Communauté d'agglomération de la Région nazairienne et de l'Estuaire
Cet article possède un paronyme, voir Carène.
La communauté d'agglomération de la Région nazairienne et de l'Estuaire, souvent désignée par son acronyme la CARENE et depuis 2022 par la marque Saint-Nazaire Agglo, est une intercommunalité française, située dans le département de la Loire-Atlantique (région Pays de la Loire).
L'intercommunalité est membre du pôle métropolitain Nantes - Saint-Nazaire.

## Historique
En 1990, le Syndicat Intercommunal de la Région nazairienne (SIRNA), composé des communes de Saint-Nazaire et de Trignac, est étendu à huit autres communes autour de l'estuaire de la Loire. Il prend alors le nom de Syndicat Intercommunal de l'Estuaire et de la Région Nazairienne (SIERNA).
Au 1er janvier 2001, les sept communes du Nord-Loire du SIERNA ainsi que les communes de Besné et de La Chapelle-des-Marais créent la CARENE, une communauté d'agglomération née de l'ambition d'une coopération intercommunale plus intégrée et de la volonté d'agir pour un développement global et solidaire. La création de la CARENE ne s'est pas fait sans craintes de certains élus s'inquiétant d'un possible « phagocytage » par la ville centre, le choix du nom de la structure reflète cette situation. Le SIERNA est dissous le 2 mai 2001 malgré l'opposition des trois communes du Sud-Loire,.
La commune de Pornichet rejoint la CARENE en 2002. 
Au 1er janvier 2014, l'agglomération regroupait près de 122 165 habitants, sur un territoire de près de 250 km2 comptant dix communes.
Depuis janvier 2023, la marque Saint-Nazaire Agglo est progressivement déployé pour la communication de la CARENE auprès de la population afin de bénéficier d'un nom moins abscons, sans pour autant supplanter le nom officiel sur les documents administratifs. La marque Saint-Nazaire Agglomération - La Carene est aussi utilisée sur certains documents tels des invitations.
Un gentilé officieux est « Carénien ».

### Identité visuelle

Logo de 2001 à 2011
Logo d'avril 2011 à décembre 2022
Logo actuel depuis janvier 2023

## Territoire communautaire

### Géographie
Située à l'ouest  du département de la Loire-Atlantique, la communauté d'agglomération de la Région Nazairienne et de l'Estuaire regroupe 10 communes et présente une superficie de 320,3 km2.

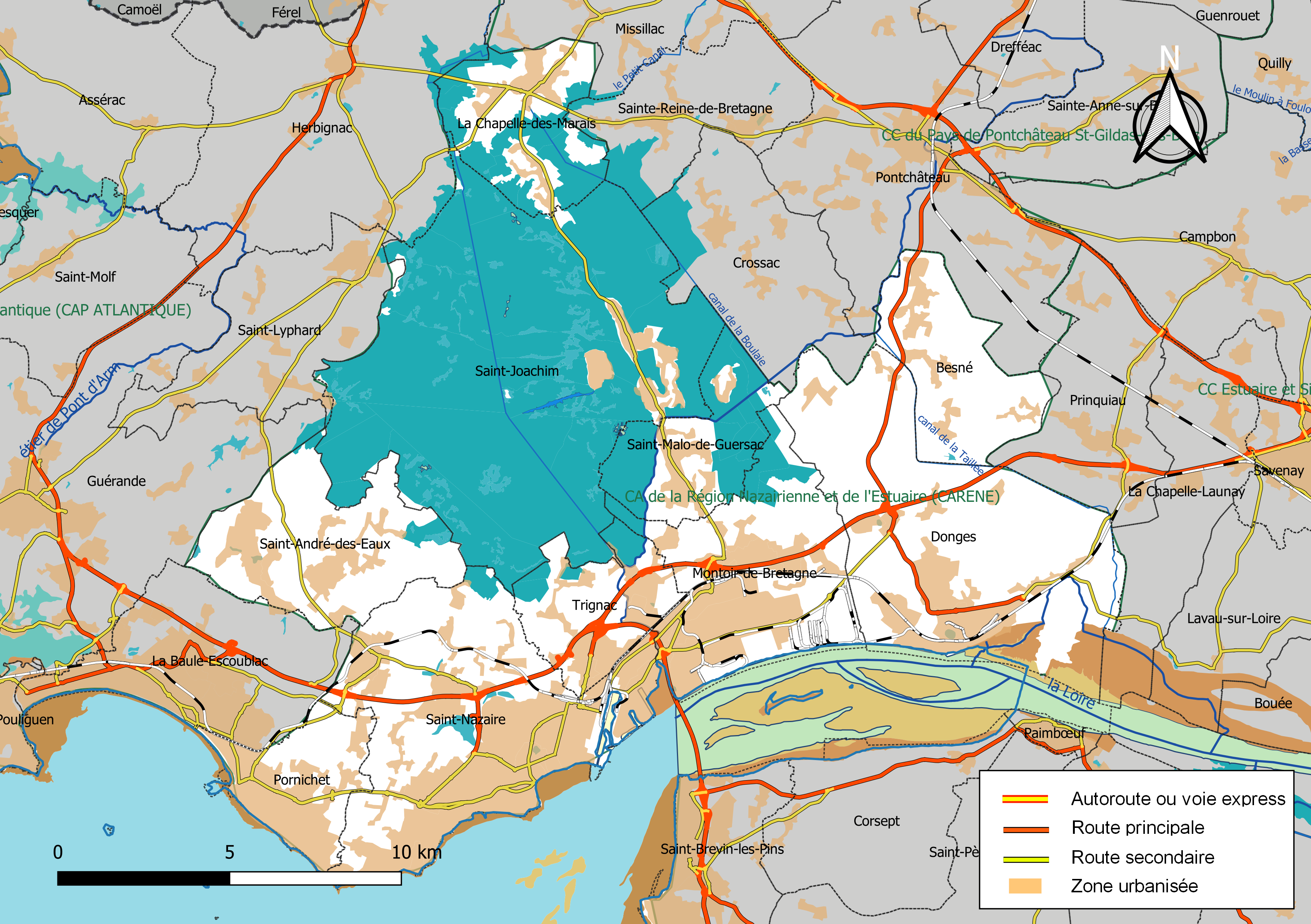
Carte de la communauté d'agglomération de la Région Nazairienne et de l'Estuaire au 1er janvier 2019.

### Composition

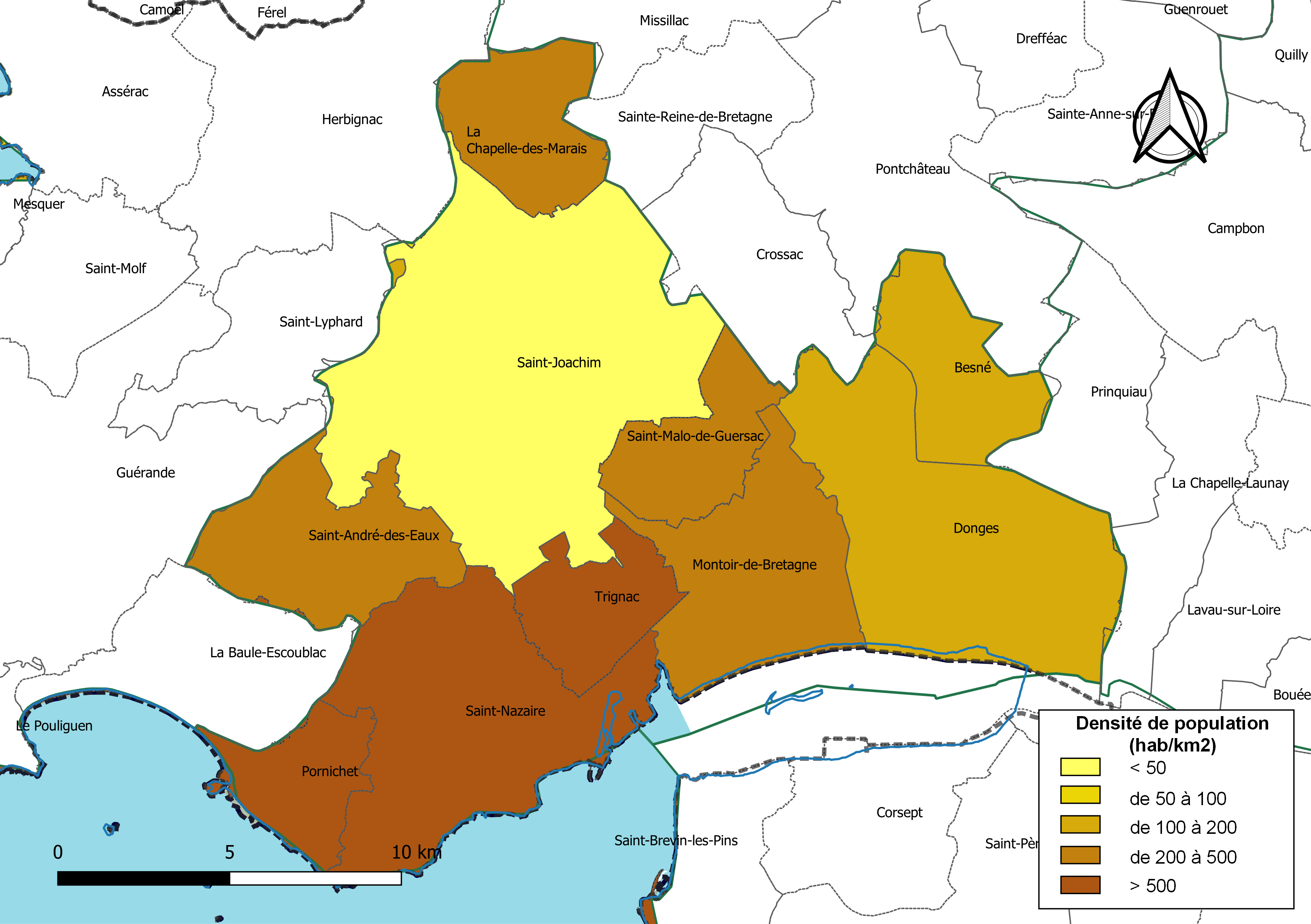
Carte des densités de population (millésimée 2016) des communes de la communauté d'agglomération de la Région Nazairienne et de l'Estuaire. Composition en communes au 1er janvier 2019.

La communauté d'agglomération est composée des 10 communes suivantes :

| Nom                    | Code Insee | Gentilé           | Superficie (km2) | Population (dernière pop. légale) | Densité (hab./km2) |
| ---------------------- | ---------- | ----------------- | ---------------- | --------------------------------- | ------------------ |
| Saint-Nazaire (siège)  | 44184      | Nazairiens        | 46,79            | 73 111 (2022)                     | 1 563              |
| Besné                  | 44013      | Besnétins         | 17,54            | 3 317 (2022)                      | 189                |
| La Chapelle-des-Marais | 44030      | Marais Chapelains | 18,05            | 4 424 (2022)                      | 245                |
| Donges                 | 44052      | Dongeois          | 48,5             | 8 117 (2022)                      | 167                |
| Montoir-de-Bretagne    | 44103      | Montoirins        | 36,79            | 7 289 (2022)                      | 198                |
| Pornichet              | 44132      | Pornichétins      | 12,67            | 12 530 (2022)                     | 989                |
| Saint-André-des-Eaux   | 44151      | Andréanais        | 24,71            | 6 949 (2022)                      | 281                |
| Saint-Joachim          | 44168      | Briérons          | 86,22            | 4 125 (2022)                      | 48                 |
| Saint-Malo-de-Guersac  | 44176      | Malouins          | 14,62            | 3 221 (2022)                      | 220                |
| Trignac                | 44210      | Trignacais        | 14,38            | 8 234 (2022)                      | 573                |

- Besné, la commune de l'agglomération la moins peuplée, est située au cœur des marais.
- Donges est située à l'embouchure de la Loire. Connue par la présence de la raffinerie de pétrole, la moyenne d'âge de sa population est moins élevée celle de la CARENE dans son ensemble.
- La Chapelle-des-Marais est une commune située dans le Parc naturel régional de Brière.
- Montoir-de-Bretagne est aux portes de la presqu'île de Guérande et au seuil de la Brière.
- Pornichet est la station balnéaire de l'agglomération. Sa population, est multipliée par cinq en période estivale pour atteindre jusqu'à 50 000 habitants au cœur du mois d'août.
- Saint-André-des-Eaux, recèle le deuxième plus grand marais de France.
- Saint-Joachim est membre du Parc régional de Brière.
- Saint-Malo-de-Guersac, est au cœur du Parc régional de Brière.
- Saint-Nazaire, est la ville centre de la CARENE, son dynamisme économique repose en partie sur les chantiers de l'Atlantique et Airbus.
- Trignac a été récompensé en 2009 par l'ANRU avec la CARENE pour le réaménagement du quartier de Certé.

### Démographie
| 1968   | 1975    | 1982    | 1990    | 1999    | 2010    | 2015    | 2021    |
| ------ | ------- | ------- | ------- | ------- | ------- | ------- | ------- |
| 99 337 | 106 515 | 110 471 | 108 399 | 110 275 | 117 299 | 122 932 | 129 527 |

## Administration

### Siège
Le siège de la communauté d'agglomération est situé à Saint-Nazaire.

### Les élus
Le conseil communautaire de la communauté d'agglomération se compose de 60 conseillers, élus pour une durée de six ans.
Ils sont répartis comme suit :
| Nombre de conseillers | Communes                                                            |
| --------------------- | ------------------------------------------------------------------- |
| 30                    | Saint-Nazaire                                                       |
| 6                     | Pornichet                                                           |
| 5                     | Trignac                                                             |
| 4                     | Donges, Montoir-de-Bretagne                                         |
| 3                     | Saint-André-des-Eaux                                                |
| 2                     | Besné, La Chapelle-des-Marais, Saint-Joachim, Saint-Malo-de-Guersac |

### Présidence
À la suite des élections municipales et communautaires de 2020, David Samzun est réélu président de la communauté d'agglommération. Il est assisté d'un bureau communautaire composé de 16 conseillers.
| Période                    | Période    | Identité     | Étiquette | Qualité                              |
| -------------------------- | ---------- | ------------ | --------- | ------------------------------------ |
| janvier 2001               | avril 2014 | Joël Batteux | PS        | Maire de Saint-Nazaire (1983-2014)   |
| avril 2014 (Réélu en 2020) | En cours   | David Samzun | PS        | Maire de Saint-Nazaire (depuis 2014) |

### Compétences
La CARENE est compétente dans quatre grands domaines d'action :
1. L'aménagement de l'espace : il s'agit, pour la CARENE, de limiter l'étalement de l'urbanisation afin de préserver le cadre naturel de l'agglomération. Les efforts sont donc concentrés sur les centres-villes et les centres bourgs.
2. L'habitat : la CARENE est à l'origine de la construction de nombreux logements, sa priorité étant de favoriser l'accès au logement pour tous.
3. Le développement économique : place portuaire, aéronautique et logistique de premier plan, l'agglomération agit pour le développement et la diversification économique.
4. Les grands services publics : l'eau potable, l'assainissement, la gestion des déchets, les transports collectifs et les piscines sont les 5 grands services publics assurés par la CARENE, dans une logique de développement durable.

### Régime fiscal et budget
Le régime fiscal de la communauté de communes est la fiscalité professionnelle unique (FPU).

## Réalisations et projets

### Réalisations
Parmi les réalisations les plus importantes de la CARENE, on peut citer  : 
- concernant l'habitat : le soutien à la construction de logements sociaux ; l'adoption du Plan Local de l'Habitat favorisant la maîtrise du développement urbain, la préservation de l'environnement et la mixité sociale et patrimoniale ; l'attribution de subventions aux travaux d'amélioration de l'habitat (qui ont concerné 6 000 logements) ; le versement d'aides à l'accession à la propriété (sous conditions de ressources)
- concernant l'aménagement : l'adoption du Schéma de secteur de la CARENE, déclinaison du Scot (Schéma de Cohérence Territoriale) de la Métropole Nantes Saint-Nazaire à  l'échelle de l'agglomération nazairienne ; les travaux de réaménagement des entrées de villes ; la réalisation de Zones d'Aménagement Concerté communautaires ; le copilotage de deux Projets de Rénovation Urbaine (Ville-Ouest à Saint-Nazaire et Horizon Certé à Trignac) ; la valorisation et la sécurisation des 12 km de sentier littoral entre Saint-Nazaire et Pornichet ; la réalisation de 170 km d'itinéraires vélos sur toute l'agglomération ; la participation à l'aménagement du quartier "Ville-Port" à Saint-Nazaire
- concernant le développement économique : l'accompagnement à l'implantation d'entreprises et aux porteurs de projets ; le soutien à la diversification économique (grâce notamment à la construction d'un pôle tertiaire régional) ; la contribution à la création de Technocampus EMC² (filière des éléments composites) ; le soutien aux filières innovantes (bio-ressources marines, laboratoires de recherche)
- concernant les grands services publics :

1. les transports publics : la mise en place du bus à haut niveau de service Hélyce en 2012 et la refonte du réseau de bus classique ; la mise en ligne d'un site de covoiturage ; la participation au développement de Métrocéane, service de transport permettant de combiner les moyens (car, bus, train, tram) pour aller de Nantes au Croisic en passant par Saint-Nazaire ; la contribution à la création de Destinéo, plate-forme web régionale permettant d'organiser ses trajets en transports collectifs
2. la distribution d'eau potable : la reprise en régie de l'exploitation du service de l'eau sur les communes membres à la suite de la fin des contrats des entreprises délégataires de service
3. l'assainissement des eaux usées : l'élaboration et l'adoption d'un schéma directeur d'assainissement, prévoyant notamment la réalisation de deux nouvelles grandes stations d'épuration à l'ouest et à l'est de l'agglomération
4. la gestion des déchets : la mise en place du tri sélectif sur toute l'agglomération, la rénovation du réseau des déchèteries
5. la gestion des piscines : la promotion et le développement de la natation scolaire, la restructuration de la piscine de Saint-André-des-eaux, l'extension du bassin de la Bouletterie à Saint-Nazaire